# Henri Kahudi
Henri Kahudi, né le 8 janvier 1991 à Kinshasa, est un joueur français de basket-ball.

## Biographie
Henri Kahudi est le frère de Charles Lombahe-Kahudi qui évolue dans le club de l'ASVEL Lyon-Villeurbanne.
Il a été formé au Mans.

## Clubs successifs
- 2009-2013 :  Le Mans Sarthe Basket (Pro A)
- 2013-2014 :  Rouen Métropole Basket (Pro B)
- 2014-2015 :  Denain Voltaire (Pro B)
- 2015 :  Hermine de Nantes Atlantique (Pro B)
- Depuis 2017 : ESC Longueau-Amiens BB (NM3 puis NM2)